# 1830 en Lorraine
Chronologie de la Lorraine
- 1826
- 1827
- 1828
- 1829
- 1830
- 1831
- 1832
- 1833
- 1834

Cette page est une liste d'événements qui se sont produits durant l'année 1830 en Lorraine.

## Éléments de contexte
- Derrière Laurent-Charles Maréchal, l'école de Metz se développe entre 1830 et 1870, avec des artistes comme Auguste Hussenot et son fils Joseph Hussenot, Auguste Migette, Louis-Théodore Devilly, Auguste Rolland, Aimé de Lemud[1]...

## Événements

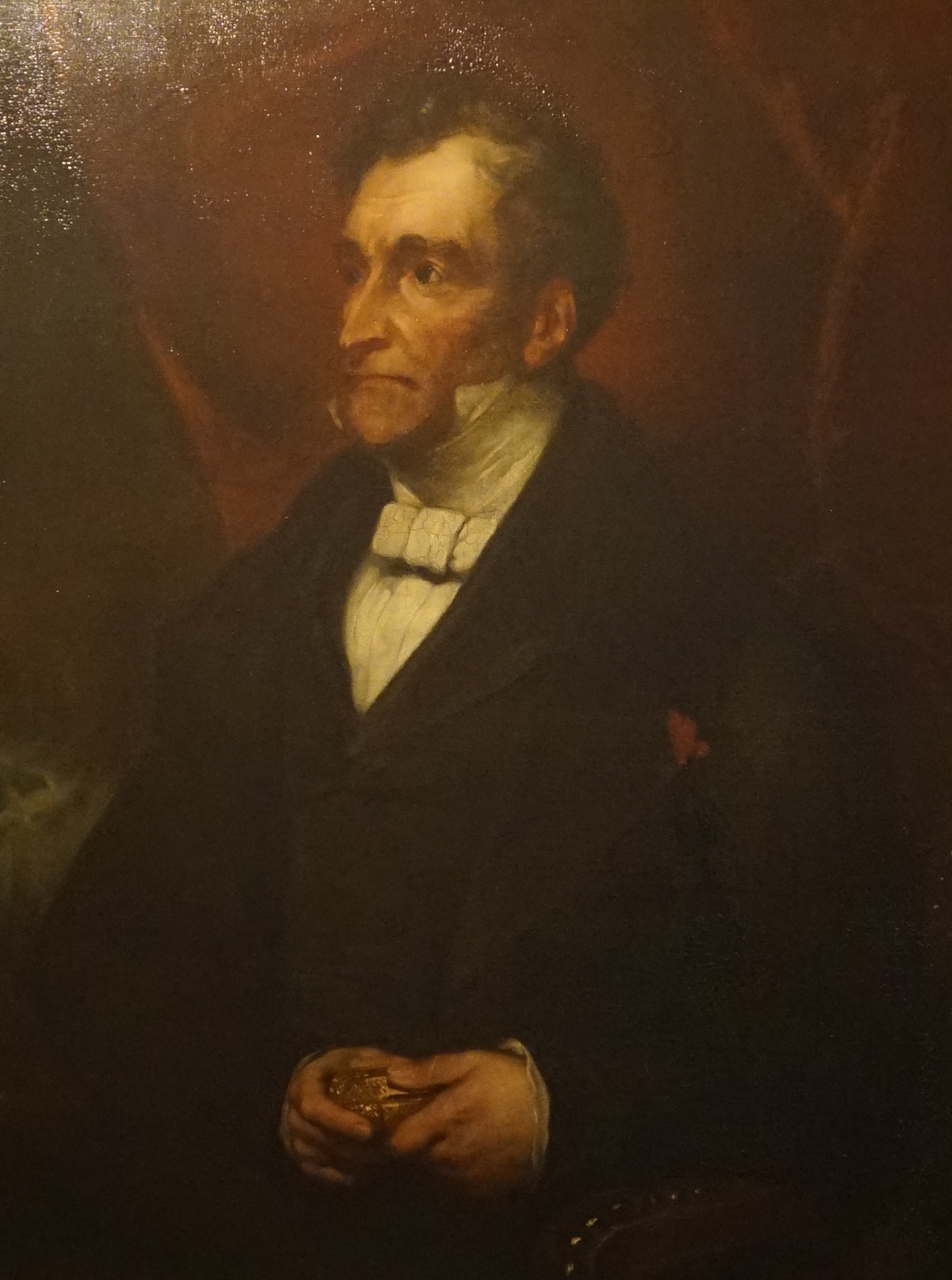
Le baron Louis.

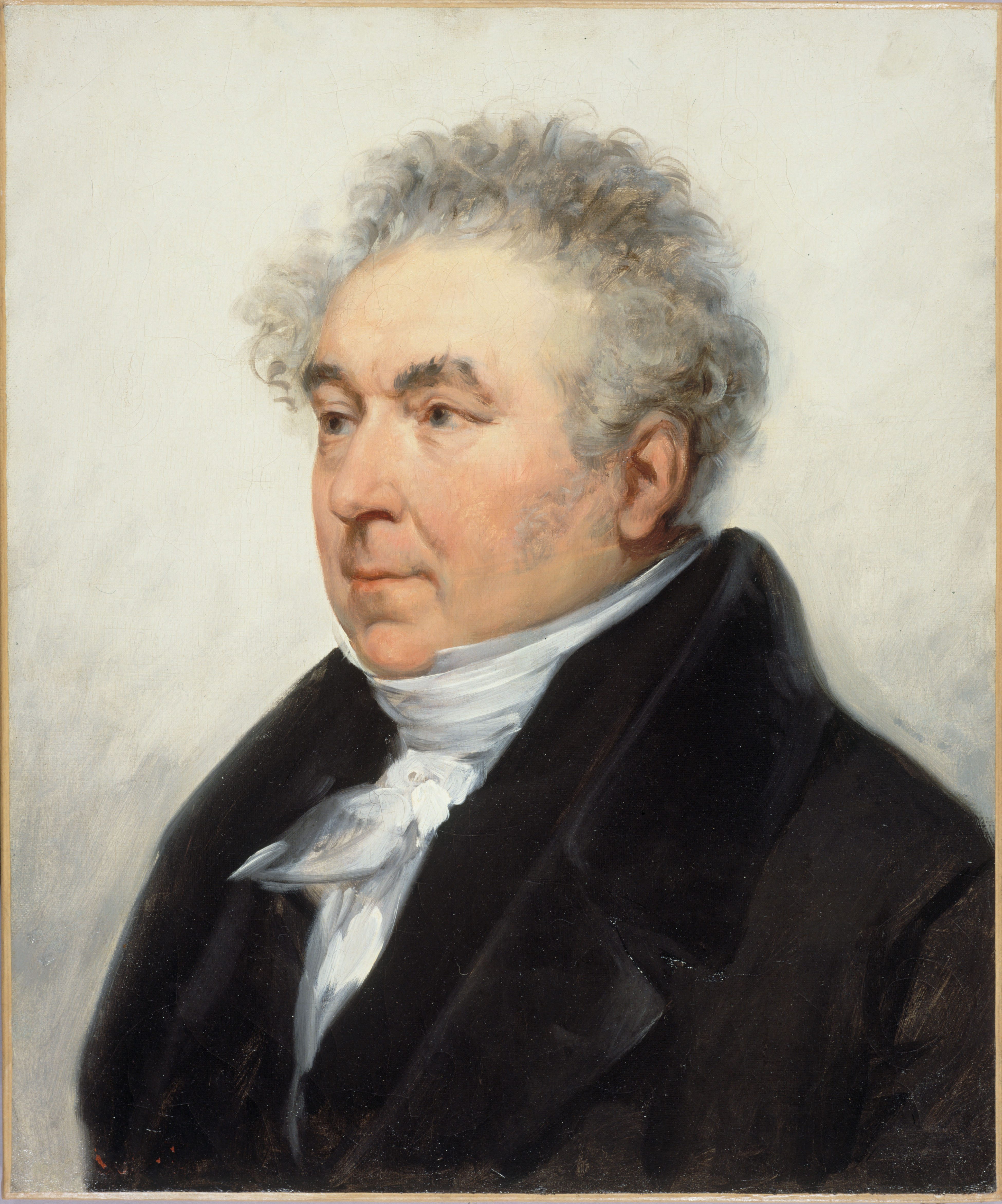
Charles-Guillaume Étienne.

- La révolution est bien accueillie en Lorraine. Simultanément une vague d'anticléricalisme se développe dans les villes; l'évêque de Nancy, Mgr Charles de Forbin-Janson part à l'étranger[1]. Il était compromis politiquement. Des croix de missions abîmées. Sous la pression de foules, les grands séminaires de Metz et Nancy sont fermés[2].
- Émile Bégin fonde un journal scientifique, l'Indicateur de l'Est[3].
- François Georgin, le plus réputé des graveurs sur bois de l'Imagerie d'Épinal commence sa série de "grands bois" sur l'épopée impériale qui assoira la renommée de Napoléon[2].
- Sont élus députés au collège de la Meurthe (23 juin au 28 juillet): Pierre François Marchal; Pierre Sébastien Thouvenel; François Alexandre de Metz; Georges Mouton et Joseph-Dominique Louis.
- Sont élus députés du collège de département de la Meuse : Joseph d'Arros, député de la Meuse de 1830 à 1831, tout en restant préfet. La loi de 1831 qui crée une incompatibilité entre ces deux fonctions l'amène à choisir le poste de préfet; Charles Antoine Génin, réélu le 23 juin ; Charles-Guillaume Étienne et Pierre Deminuid-Moreau.
- Sont élus députés du collège de département de la Moselle : Jean-Baptiste Charles Bouchotte, député de la Moselle au collège de département, il fait partie de l'opposition;  François Durand de Tichemont, qui fait partie des 221 députés contestataires à défier le pouvoir royal. Jusqu'aux élections de 1831, il prête son appui au gouvernement de Louis Philippe; Jean Baptiste Joseph de Lardemelle, réélu avec 52 % des voix[4]. Selon un libelle anonyme de 1830, alors qu'il siégeait auparavant au centre droit, il siège en 1830 très à droite, « ne parle que pour faire éclater son dévouement à la dynastie déchue », est rappelé à l'ordre pour injure, et défend les anciens ministres accusés[5]. Lardemelle n'est pas réélu en 1831; Henri-Joseph Paixhans[6] qui siège au centre gauche; Jean Poulmaire, élu jusqu'en 1836, siégeant dans la majorité soutenant la monarchie de Juillet et Jean-Baptiste Pierre de Semellé, qui, le 18 août de la même année, prend la parole pour soutenir la proposition relative au serment militaire du colonel Paixhans, un autre Messin.
- Sont élus députés de la Meurthe lors de la première législature de la monarchie de juillet : Pierre François Marchal; Pierre Sébastien Thouvenel; François Alexandre de Metz et Georges Mouton
- Sont élus députés de la Meuse lors de la première législature de la monarchie de juillet : Jean Landry Gillon; Charles Antoine Génin; Joseph d'Arros; Charles-Guillaume Étienne et Pierre Deminuid-Moreau
- Sont élus députés de la Moselle lors de la première législature de la monarchie de juillet : Henri-Joseph Paixhans; Jacques de Milleret, démissionne en 1831, remplacé par Henri de Rigny; Jean Poulmaire; Jean Baptiste Joseph de Lardemelle; Jean-Baptiste Pierre de Semellé; Jean-Baptiste Bouchotte et François Benoit Durand
- Sont élus députés des Vosges lors de la première législature de la monarchie de juillet : Jean-François Jacqueminot; Claude de Champlouis; Antoine Boula de Coulombiers; Philippe-Gabriel de Marmier et Charles Ferdinand Vaulot

## Naissances

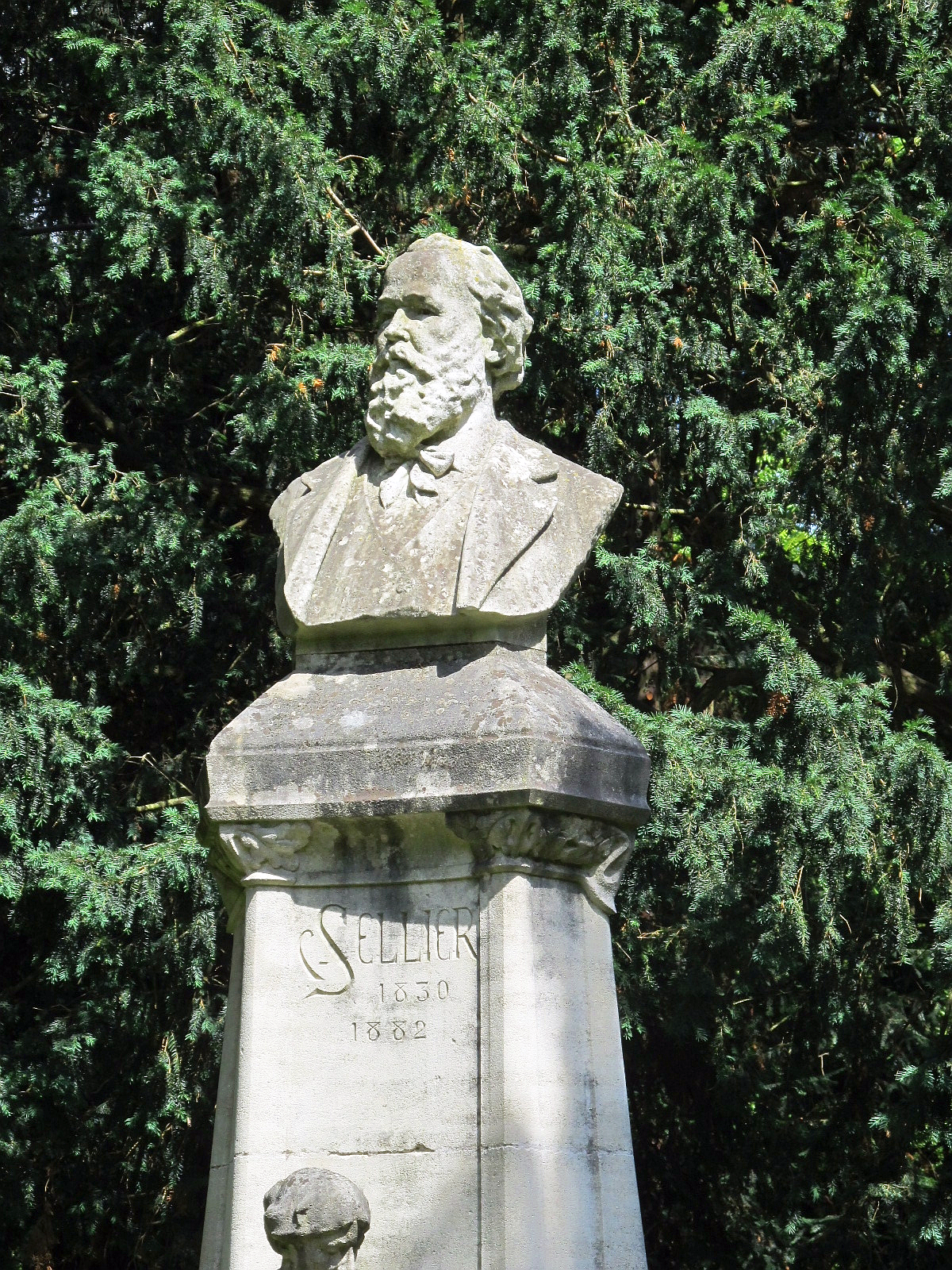
Monument à Charles Sellier dans le parc de la pépinière à Nancy.

- 30 mars à Metz : Jean Eugène Billy[7] (1830 - 1878), député français, actif sous la Troisième République. Il fut député de la Meuse de 1871 à 1878.
- 9 avril à Metz : Adolphe Bellevoye (décédé en 1908), dessinateur et graveur français. Illustrateur de livres d'entomologie, de numismatique et d'héraldique, il fut officier d’Académie et membre de plusieurs sociétés savantes.
- 23 juillet à Rouvres-la-Chétive : François Hippolyte Caussin, mort le 9 mars 1898 à Neufchâteau, luthier français du XIXe siècle.
- 3 octobre à Ville-sur-Illon : Émile George, mort à Paris le 14 avril 1903, avocat et homme politique français. Il est préfet des Vosges pendant la guerre franco-allemande de 1870, puis député et sénateur des Vosges.
- 29 octobre à Abaucourt : Dominique Damase Jules Brice, homme politique français  décédé le 11 juillet 1905 à Montauville (Meurthe-et-Moselle).
- 23 décembre à Nancy : Charles-Auguste Sellier, mort à Nancy le 23 novembre 1882, peintre français.

## Décès

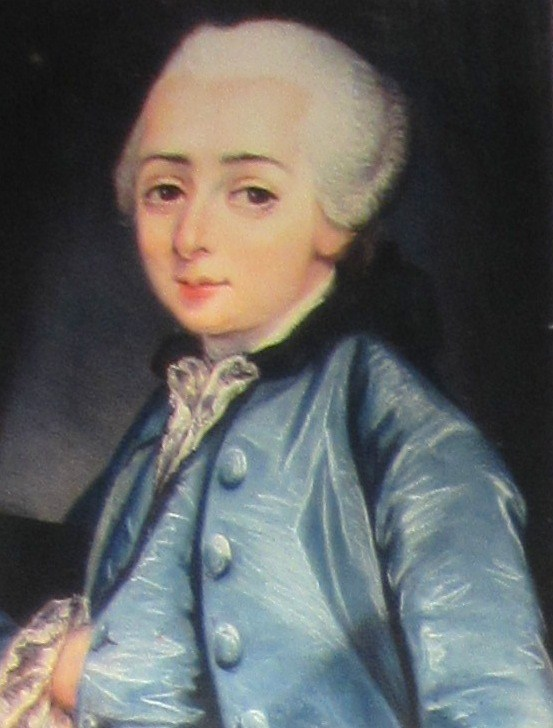
Philippe Antoine Vogt d'Hunolstein

- 5 janvier à Nancy : Antoine Christophe Cochois, né le 19 décembre 1755 à Creutzwald, général français du Premier Empire.
- 12 janvier à Épinal : Joseph Augustin Crassous de Médeuil, né à La Rochelle en 20 juin 1755, avocat, magistrat et homme politique français, député à la Convention nationale.
- 19 janvier : François Louis Dedon-Duclos, né à Toul (Meurthe), le 21 octobre 1762, général d’artillerie sous la Révolution et le Premier Empire.
- 17 mars : Laurent Gouvion, marquis de Saint-Cyr dit Gouvion-Saint-Cyr, né le 13 avril 1764 à Toul, maréchal d'Empire et homme politique français.
- 24 avril à Marville dans la Meuse : Philippe Antoine Vogt d'Hunolstein[8], militaire et homme politique français, né le 4 mai à Metz, dans les Trois-Évêchés.
- 9 août à Stenay : Jean-Baptiste Jodin, homme politique français né le 12 septembre 1756 à Montmédy (Meuse).
- 16 août à Stenay : Pierre Paul Saignes, né le 18 juin 1749 à Albi (Tarn), général français de la Révolution et de l’Empire.
- 6 septembre à Épinal : Claude Charles Nicolas Launoy ou de Launoy, né le 15 août 1748 à Mirecourt, minéralogiste et inventeur français.
- 18 octobre à Saint-Max : Charles Laure de Mac-Mahon, 2e marquis d'Éguilly (1775), marquis de Vianges, né le 8 mai 1752 à Autun (Saône-et-Loire), général, puis un homme politique français.